# Commelina loureiroi
Commelina loureiroi är en himmelsblomsväxtart som beskrevs av Carl Sigismund Kunth. Commelina loureiroi ingår i släktet himmelsblommor, och familjen himmelsblomsväxter. Inga underarter finns listade.